# Музикална семиология
Музикална семиология (семиотика) е семиология на музиката, изучаването на знаците като музикални модели в различни нива. Следвайки Роман Якобсон, В.Кофи Агаву заема идеята за музикалната семиоза, като интроспективна или екстровертна, тоест, музикалните знаци в текста или без него. „Топики“ или различни музикални конвенции (като horn calls (включвания [„извиквания“] на корна), танцови форми и стилове), са разглеждани указващо от Агаву, сред други. Идеята за жест започва да играе широка роля в семиотично-музикалното изследване.
Самият Ролан Барт, който е семиотик и опитен пианист аматьор пише върху музиката в Образ-Музика-Текст, Отговорностите на формата и Айфеловата кула, макар че не смята музиката за семиотична система.
„Има силни аргументи, че музиката дава обитание семиотична реалност, която от едновременно отногенетични и филогенетични нива е приоритетно развита върху вербалния език.“ (Мидълтън Middleton 1990, стр.172) виж Натиз Nattiez (1976, 1987, 1989), Стефани Stefani (1973, 1986), Барони Baroni (1983), и Семиотика Semiotica (66: 1 – 3 (1987)).
Пишещи върху музикалната семиология включват Кофи Агаву (върху топическата теория, шенкериански анализ), Робърт Хейтън (върху топики, жестове), Реймънд Монел (топики, музикално значение), Жан-Жак Натизе (върху интроспективния таксономичен анализ и етномузикалните приложения), Антъни Нюкамб (върху наративността), Ейро Тарасти (като цяло смятан за основател на музикалната семиотика)
Знаци, значения в музиката се случват основно върху конотациите на звуците и чрез социалните конструкции, присвояването и уголемяването на определени значения, свързани с тези конотации. Работата на Филип Таг (Десет малки звука, Фернандо флейтата) предлага един от най-пълните и систематични анализи на връзката между музикални структури и конотации в западната и специално популярната, телевизионната и филмовата музика. Работата на Леонард Маер в Стил и музика теоретизира връзката между идеологии и музикални структури и феномените на стиловата промяна и фокусира върху ромнатицма, като предметно изследване.